# Nohra (Grammetal)
Nohra è una frazione (Ortsteil) del comune tedesco di Grammetal.

## Storia
Il 31 dicembre 2019 il comune di Nohra venne fuso con i comuni di Bechstedtstraß, Daasdorf am Berge, Hopfgarten, Isseroda, Mönchenholzhausen, Niederzimmern, Ottstedt am Berge e Troistedt, formando il nuovo comune di Grammetal.

## Amministrazione
Nohra è amministrata da un consiglio di frazione (Ortschaftsrat) e da un sindaco di frazione (Ortschaftsbürgermeister).